# BFT
A BFT é uma multinacional italiana que opera na área de Access Activity, criando e produzindo equipamentos e soluções para utilização residencial, comercial e industrial.
Nasceu em 1980 em Itália e encontra-se hoje (2010) espalhada por mais de 120 países no mundo com uma rede de 530 distribuidores, com 18 filiais externas, cerca de 400 colaboradores e 90 centros de assistência técnica em Itália.
BFT é sinónimo de experiência e know-how ao mais alto nível, com uma capacidade para antecipar e entender o mercado, apresentando uma flexível e completa gama de soluções avançadas. Está envolvida na criação, produção e comercialização de automatismos para portas e portões, de correr, de batente, basculantes, seccionados, sistemas de controlo de acesso, gestão de parques de estacionamento, barreiras automáticas, dissuasores de passagem, entre outros produtos.

## Histórico

### Marcos na história da BFT
É fundada em 1980 e em 1996 transfere-se para novas instalações em SCHIO.
Em 2000 desenvolve o protocolo EE-Link, um sistema de programação que, através de ligações a programadores palmares, permite a transferência de dados dos automatismos para o computador pessoal e vice-versa. 
Em 2001 amplia as instalações para uma área de 15000 m² de superfície coberta e 21000 m² de superfície total, 
em 2002 coloca no mercado as centrais de comando dotadas de display, de autoverificação de segurança e dos dispositivos de comando.
Em 2004 entra no Grupo Somfy.  
Em 2006 coloca no mercado o Sistema Bus FAST NET.
Em 2006 adquire SACS, empresa italiana de referência no mercado das automatizações para Parques de Estacionamento.
Em 2007 procede à renovação e ampliação da sua sede.
Em 2009 adquire a empresa italiana O&O, fabricante de barreiras automáticas de alta performance e pilaretes verticais de embutir no pavimento.
Procede também à criação de um novo centro de logística junto à sede, ampliando largamente as suas instalações.

## BFT Portugal
Desde 1993 que a marca desenvolve actividade comercial em Portugal e em Março de 2007 a BFT passa a dispor de uma filial directa em Portugal. Com sede em Coimbra a BFT Portugal conta com uma rede de cerca de 300 agentes autorizados que comercializam toda a gama de produtos de Access Activity, abrangendo as áreas residencial, comercial e industrial.